# Departamento Castellanos
Das Departamento Castellanos liegt im Westen der Provinz Santa Fe im Zentrum Argentiniens und ist eine von 19 Verwaltungseinheiten der Provinz. 
Es grenzt im Norden an das Departamento San Cristóbal, im Osten an das Departamento Las Colonias, im Süden an das Departamento San Martín und im Westen an die Provinz Córdoba. 
Die Hauptstadt des Departamento Castellanos ist Rafaela.

## Bevölkerung
Nach Schätzungen des INDEC stieg die Einwohnerzahl von 162.165 Einwohnern (2001) auf 168.984 Einwohner im Jahre 2005.

## Städte und Gemeinden
Das Departamento Castellanos ist in folgende Gemeinden aufgeteilt:
- Aldao
- Angélica
- Ataliva
- Aurelia
- Bauer y Siger
- Bella Italia
- Castellanos
- Colonia Bicha
- Colonia Bigand
- Colonia Cello
- Colonia Iturraspe
- Colonia Margarita
- Colonia Raquel
- Coronel Fraga
- Egusquiza
- Esmeralda
- Estación Clucellas
- Eusebia y Carolina
- Eustolia
- Fidela
- Frontera
- Galisteo
- Garibaldi
- Hugentobler
- Humberto Primo
- Josefina
- Lehmann
- María Juana
- Mauá
- Plaza Clucellas
- Presidente Roca
- Pueblo Marini
- Rafaela
- Ramona
- Saguier
- San Antonio
- San Vicente
- Santa Clara de Saguier
- Sunchales
- Susana
- Tacural
- Tacurales
- Vila
- Villa San José
- Virginia
- Zenón Pereyra

Koordinaten: 31° 18′ S, 61° 30′ W